# Russophobie
La russophobie est l'ensemble des sentiments antirusses dans la littérature, les médias, les gouvernements et chez les intellectuels. Elle s'oppose à la russophilie. L'accusation de russophobie est également brandie par des partisans de l'impérialisme russe à l'encontre des opposants aux invasions militaires russes du XXIe siècle. D'un autre côté, ces invasions ont été l'occasion d'une recrudescence d'amalgames russophobes.

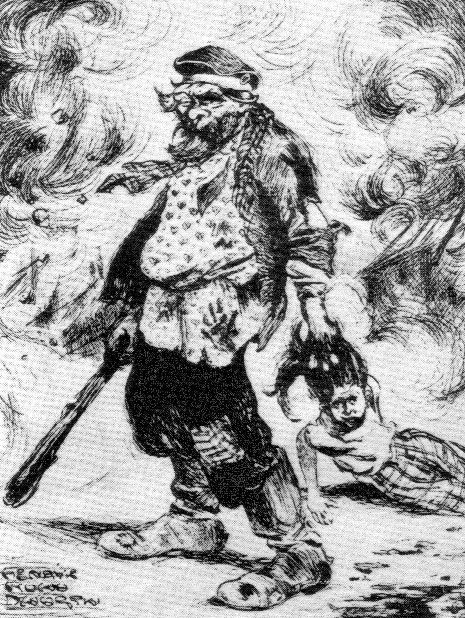
Après le pogrom de Białystok, dessin d'un Russe sanguinaire (œuvre d'Henryk Nowodworski, 1906).

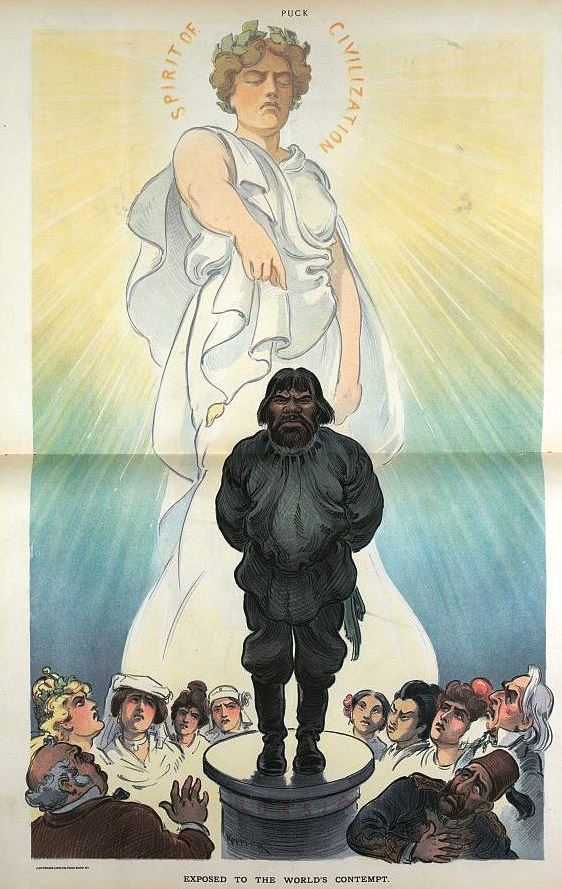
À la suite des pogroms en Russie, l'« Esprit de civilisation » pointe du doigt un Russe « exposé au mépris du monde » (magazine Puck, 1903).

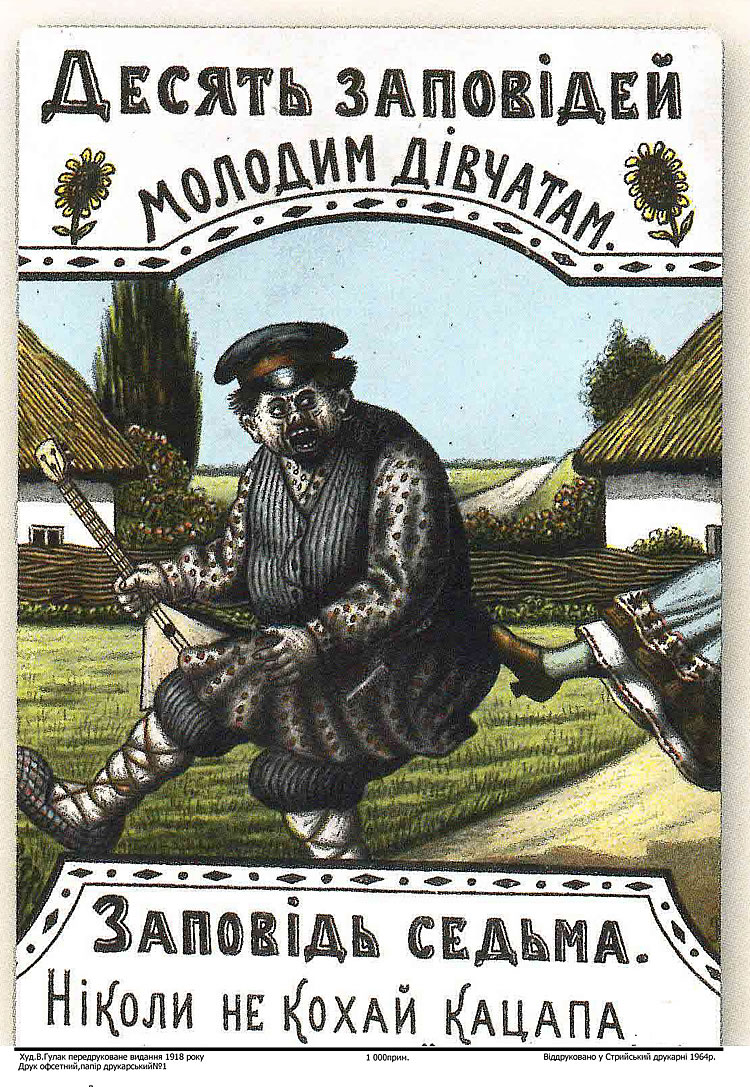
« Les dix commandements de la jeune fille. Septième commandement : ne jamais se mettre avec un katsap » ; une jeune fille donne un coup de pied à un Russe stéréotypé avec sa balalaïka, sa casquette de fonctionnaire impérial russe et un costume bigarré au lieu de la vychyvanka ukrainienne (carte postale de 1918 environ, en ukrainien).

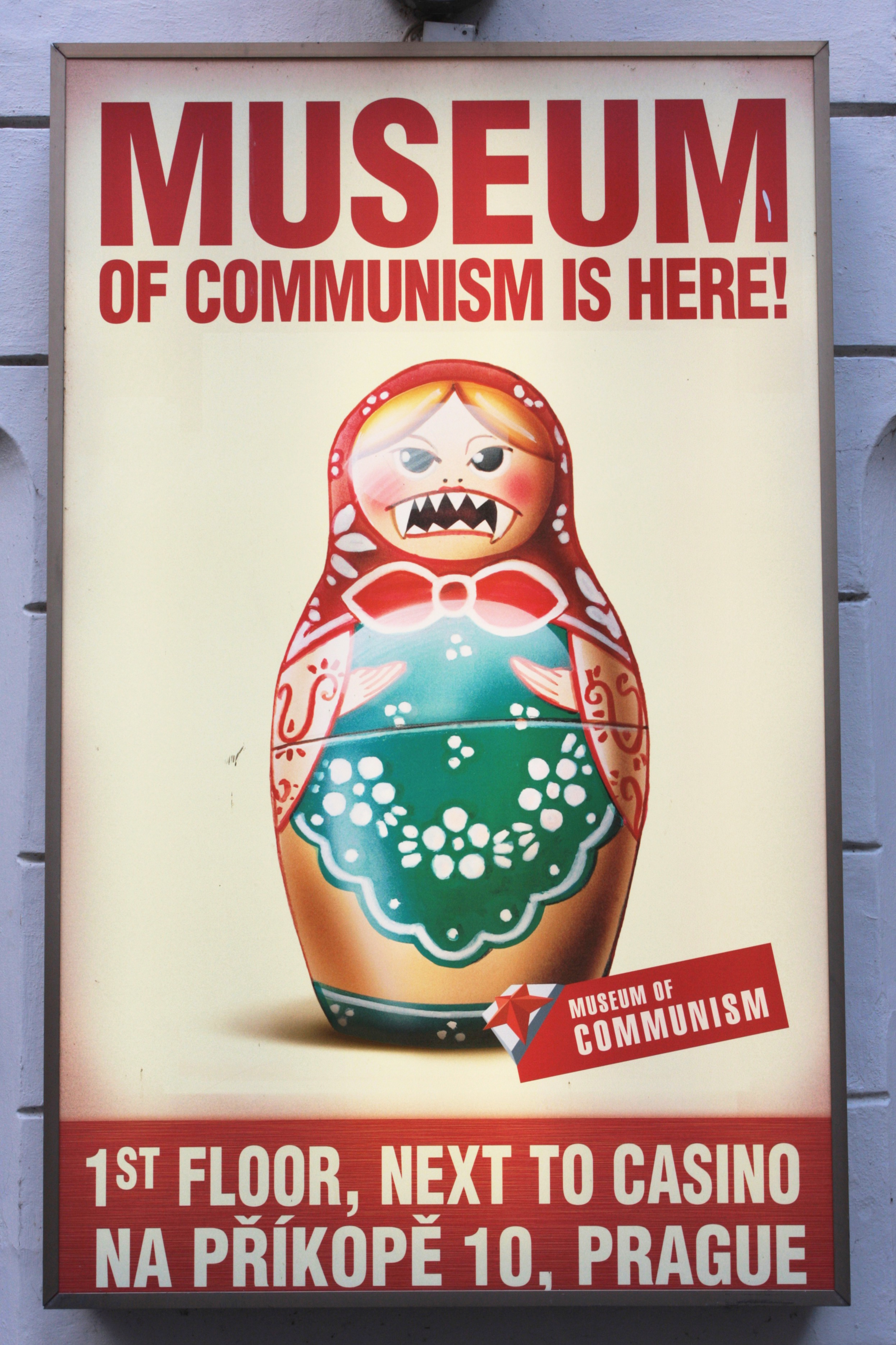
Une « méchante matriochka » orne cette affiche du Musée du communisme à Prague.

## Types
Si la russophobie peut être définie comme une aversion, une crainte, une attitude hostile envers les Russes, leur identité, la langue russe ou les coutumes russes voire envers la culture russe, ses causes en sont presque toujours d'origine politique, liées aux actions des gouvernements de l'Empire russe, de l'Union soviétique ou de la fédération de Russie dans la politique internationale, dans la politique de voisinage de la Russie, et dans les conflits impliquant des Russes (citoyens de la fédération de Russie ou membres de la diaspora russe). 
Il a existé aussi une russophobie raciste : une partie de l'idéologie pangermaniste dénie aux peuples slaves, et en particulier à la Russie, tout apport à la civilisation européenne et même, dans le nazisme, le droit à une existence historique indépendante : inspirés par Gobineau et Rosenberg, les nazis considéraient les Russes comme des « sous-hommes » (Untermenschen) et c'est pourquoi l'Allemagne nazie n'appliqua pas aux prisonniers soviétiques la convention de Genève et en extermina un grand nombre.
En octobre 2004, l'organisation Gallup International a publié un sondage selon lequel le pourcentage de la population ayant une perception négative de la Russie était de 62 % en Finlande, 57 % en Norvège, 42 % en République tchèque et en Suisse, 37 % en Allemagne, 32 % au Danemark et en Pologne, 23 % en Estonie et 73 % au Kosovo.

## Contexte et explications historiques
L'historien Georges Nivat estime que l'hostilité envers la Russie vient d'une incompréhension au sein du continent européen où, pour l'Europe occidentale, « la Russie est très proche, mais différente, orientale, c'est ce qui irrite et crée une sorte d'état pathologique où l'on est soit violemment pour, soit violemment contre ». Nivat affirme en outre que la russophobie est nourrie par le refus russe d'assumer et regretter les crimes de masse des bolcheviks et du stalinisme alors que l'Allemagne et ses alliés, ainsi que le Parlement européen, ont effectué cette démarche cathartique pour les crimes du nazisme et des fascismes, et il déplore le rapport amnésique, voire nostalgique des Russes avec leur passé soviétique et le peu d'importance accordé aux figures de Soljenitsyne et de Sakharov qui ont dénoncé les crimes. Selon Nivat, la Russie ne veut pas non plus renoncer à l'idée impériale, Russie qui affirme que « son empire aurait toujours été tolérant, une addition de nations plus qu'un joug imposé ». Il regrette aussi certaines lois qu'il juge « stupéfiantes », comme une loi mémorielle criminalisant comme « dénigrement » toute critique de l'URSS ou de son armée pendant la « grande guerre patriotique » (la Seconde Guerre mondiale), une loi qui selon lui « menace l'existence même de l'association Memorial qui a fait un travail colossal sur le Goulag ». Le fait que des historiens aient osé travailler sur l'antisémitisme en URSS et notamment sur l'antisémitisme stalinien a ainsi été assimilé à de la russophobie.
Selon d'autres analyses, la russophobie remonterait à l'époque médiévale, en réaction aux prétentions de Moscou qui, succédant au monde byzantin en tant que « Troisième Rome » se mit à revendiquer l'héritage romain, concurrençant ainsi les Carolingiens et leurs successeurs ouest-Européenns. À partir du XVIIIe siècle, cette revendication permit à l'Empire russe devenu panslaviste de s'engager dans la « question d'Orient » comme protecteur auto-proclamé des « principautés danubiennes » et des sujets chrétiens de l'Empire ottoman, contrariant la politique des puissances occidentales, comme on le voit clairement en 1878 avec les traités successifs de San-Stefano et de Berlin. Ainsi, la politique expansionniste de la Russie impériale, soviétique et post-soviétique entretiendrait en occident une russophobie historiquement déjà ancienne.
La russophobie occidentale a son pendant symétrique en Russie, les deux phobies se nourrissant l'une de l'autre : c'est l'antioccidentalisme russe. Ses racines remontent à la séparation des Églises d'Orient et d'Occident et au panslavisme. Au XIXe siècle, le panslaviste Nikolaï Danilevski considérait que la Russie n'avait pas à adopter les valeurs occidentales mais à se forger ses propres valeurs, position défendue aussi par Soljenitsyne. L'antioccidentalisme a diminué avec l'expression d'un désir de démocratie et de prospérité pendant la dislocation de l'URSS et au début du mandat de Boris Eltsine, au point que l'élargissement de l'Union européenne et de l'OTAN à l'ancien bloc de l'Est et à la Russie paraissait possible, mais les réticences occidentales, les conditions de l'expansion de l'OTAN vers l'Est sans négociation avec la Russie, ont fait ressurgir un large sentiment anti-occidental qui, couplé au néo-nationalisme russe et à la nostalgie de l'URSS, se manifeste dans l'eurasisme formulé par des théoriciens politiques contemporains tels qu'Alexandre Douguine et par des lobbies politiques tels que le Club d'Izborsk.

## Médias, gouvernements, intellectuels
D'après le quotidien français Le Figaro, en 2012, de nombreux expatriés français en Russie estiment que le traitement médiatique sur ce pays est « déformé ». Le président de la Chambre de commerce française à Moscou, Emmanuel Quidet, déclare : « Il existe un décalage énorme entre la représentation de la Russie, soi-disant gangrenée par la violence et où l'on crèverait de faim, et la réalité d'un pays moderne qui se développe », et il ajoute : « nos intellectuels, qui adoraient l'Union soviétique, n'aiment pas la Russie ».
Pour Anne Dastakian, journaliste à Marianne, les médias occidentaux en général, et français en particulier, « diffusent souvent des clichés hostiles au Kremlin lorsqu'ils traitent l'actualité russe ». Anne Dastakian cite l'historien spécialiste de la Russie, Jean-Robert Raviot qui déclare : « plutôt que de russophobie, on pourrait parler de kremlinophobie ou de poutinophobie, qui s'est cristallisée avec l'affaire ukrainienne ». L'historien déplore les effets de cette « guerre de représentations » qui « favorise les postures irrationnelles : face aux médias occidentaux anti-Poutine, de façon caricaturale, se développe une russophilie dénuée de sens critique ». Il estime que la politique de la Russie est certes critiquable, la gouvernance y étant « sans alternance » et les « médias sous contrôle », mais qu'elle est « dénigrée et diabolisée dans nombre de médias comme ennemi principal de l'Occident. Il faut dégonfler la menace russe et montrer ce qu'est une menace stratégique »[Quand ?].
Anne Dastakian estime que les accusations de russophobie sont à nuancer : selon elle, certains russophiles qui encensent la Russie, la voyant comme « le dernier rempart face à l’expansionnisme d'une Amérique ivre de sa puissance unipolaire », sont trop prompts à ériger tout critique de Vladimir Poutine en russophobe. Ces débats ne sont pas spécifiques à la Russie : la critique de la corruption endémique en Grèce est « poreuse » avec le mishellénisme, celle de la politique israélienne à l'égard des Palestiniens est « poreuse » avec l'antisémitisme et celle du fanatisme religieux avec l'antichristianisme ou l'islamophobie, ce qui permet de « discréditer les arguments de l'adversaire, en l'accusant d'être au mieux de parti pris, voire malhonnête, au pis carrément xénophobe » écrit Anne Dastakian. Elle fait remonter le terme « russophobie » à 2013, aux débuts de la crise ukrainienne. Ce terme a été dès lors utilisé régulièrement par les responsables russes, dont Vladimir Poutine, qui déclare notamment : « dans certains pays, la russophobie dépasse les bornes, […] A mon avis, c'est lié au fait que se forme un monde multipolaire, ce qui ne plaît pas aux monopolistes. Et cela en grande partie grâce à la lutte de la Russie pour ses intérêts, je le souligne, légitimes ». Selon Anne Dastakian, les responsables russes décrivent la russophobie occidentale comme une réaction contre l'émergence de la Russie comme superpuissance politique et diplomatique après la mutation difficile de l'URSS en CEI durant les années Eltsine. Anne Dastakian et l'éditorialiste Alexandre Bratinsky sur le site Gazeta.ru rappellent que durant la guerre froide, les soviétiques discréditaient leurs adversaires, critiques et dissidents en usant des qualificatifs comme « anticommuniste viscéral », « antisoviétique haineux », « réactionnaire primaire » ou « agent de l'impérialisme capitaliste » animés de pulsions irrationnelles ou trahissant par appât du gain la patrie soviétique et le « socialisme scientifique ». L'historien Georges Nivat affirme que la Russie souffre d'une « vieille maladie : la psychose d'encerclement » qui, au XXIe siècle comme pendant la Guerre froide, consiste à accuser l'« impérialisme américain » d'être « fauteur de tout ».
Oleg Kobtzeff, commentateur politique spécialisé dans les relations russo-franco-américaines sur plusieurs chaînes d'actualités télévisées, estime, dans un article du Huffington Post, qu'il existe en Europe, voire aux Etats-Unis dans les milieux les plus libéraux, une russophobie de gauche: "Déçus par le peuple russe qui s'est détourné des idéaux de Lénine, les orphelins du communisme n'ont que rarement contredit les néo-libéraux triomphants et autres chantres d'un OTAN élargi pour qui la société russe n'est qu'un bourbier d'obscurantisme et d'oppression irréformable".
D'après Alexandre del Valle, essayiste spécialisé en géopolitique, Vladimir Poutine est convaincu qu'il existe une stratégie occidentale d'« endiguement » de la Russie, une stratégie à laquelle seraient rattachés notamment le démantèlement de la Yougoslavie « alliée » de la Russie, l'entrée dans l'OTAN (démocratiquement votée par des parlements, alors que le Pacte de Varsovie fut imposé pendant 45 ans), les guerres d'Irak et d'Afghanistan que del Valle décrit comme un « encerclement » de la Russie, « l’appui occidental à la première révolution ukrainienne anti-russe (2004) dite "orange" », etc, l’ultime « preuve » selon Poutine étant le projet américain d’installation en Europe centrale d’un « bouclier antimissile tourné contre la Russie ». Ainsi, adepte d'un projet initialement pro-occidental, Vladimir Poutine a fini par opter pour un « projet eurasiatique anti-occidental ». Alexandre del Valle estime que ce revirement est l'une des raisons expliquant que, 30 ans après la chute de l'URSS, la Russie est toujours perçue comme un danger.
De plus, selon del Valle, les Occidentaux et les Ukrainiens qui ont renversé leur président pro-russe Ianoukovitch ont raison d'affirmer que Vladimir Poutine est revenu lors de la guerre russo-ukrainienne sur un pacte passé entre l'Occident et la Russie post-soviétique de Boris Eltsine : la Russie renonçait alors à récupérer la Crimée et s'engageait à respecter les frontières de l'Ukraine, et, en échange, pouvait notamment garder des bases militaires en Crimée et compter sur la non-nucléarisation de l'Ukraine. Mais en 2014, la reconnaissance unilatérale, par l'Occident, de la révolution ukrainienne perçue comme « anti-russe » par Moscou, amène au pouvoir en Ukraine un gouvernement qui, selon del Valle, « rompt avec l'ordre juridique préexistant entre le camp occidental et le camp russe », tous deux partageant « des mentalités encore formatées par le paradigme dépassé de la guerre froide ».
Anne Dastakian cite Wladimir Kaminer, écrivain connu en Allemagne, qui se revendique russophobe : « les Russes ne veulent pas s'interroger sur leur propre histoire et continuent  à se considérer comme l'avant-garde du monde. Or, à part la matriochka, on ne trouve rien fait par les Russes dans le monde. La Fédération russe est un pays jeune, composé de 140 millions de gens non éduqués, irresponsables et inconséquents. C'est cela qui cause la russophobie ! ».

## Appréciations par pays

### France et Europe occidentale
En 2012, Le Figaro et Anne Dastakian relaient les propos d'Alexandre Latsa, blogueur qui travaille à Moscou et fédère sur Internet le combat français en faveur de Vladimir Poutine : il accuse les journalistes français de donner une image noircie de la Russie, en utilisant « toujours les mêmes clichés sur le pays: pauvreté, alcoolisme, corruption, absence de liberté, dictature rampante… ». Pour lui, la démocratie est plus vivante en Russie, où selon lui existe une offre politique très large comparée à la France. Alexandre Latsa estime par ailleurs que les écoles de journalisme françaises forment mal les journalistes, et que les médias français sont sous l'emprise d'une « nouvelle idéologie, l'atlantisme, variante du néoconservatisme américain »,.
En mai 2014, l'écrivain et ancien diplomate russe Vladimir Fédorovski considère que les médias français font preuve de russophobie dans le traitement des actualités russes. Il déplore également la diabolisation de Vladimir Poutine qu'il juge « effrayante de bêtise ».
En 2016, Jean-Pierre Chevènement déplore que la France a suivi les États-Unis dans les sanctions contre la Russie, entraînant une détérioration des relations entre Paris et Moscou qu'il qualifie d'« erreur stratégique majeure » qu'il impute à la « russophobie dégoulinante des médias ». Parlant de « poutinophobie », il déclare que « ce qu’on lit est caricatural. Les entreprises françaises qui travaillent en Russie sont révulsées ».
L'historien Georges-Henri Soutou estime que s'il a existé et existe encore dans d'autres pays européens un sentiment de supériorité culturelle par rapport à la Russie, cela n'a jamais été le cas en France. D'après lui, la France est un pays très russophile. Pour la journaliste Anne Dastakian, il est donc logique que le terme « russophobie » ait justement du succès en France, « terre traditionnellement russophile ».
Cependant, en France justement, mais aussi en Suisse, pourtant traditionnellement neutre, et dans d'autres pays d'Europe occidentale, plusieurs sources évoquent, en particulier depuis l'invasion de l'Ukraine par la Russie le 24 février 2022, la recrudescence de comportements hostiles aux Russes en tant que peuple et nation, à l'histoire et à la culture de leur pays, avec des attaques anachroniques et/ou de personnes dénonçant la guerre et la dictature. Par exemple, il a été évoqué des problèmes de blocage bancaire systématique et infondé des noms de compte français à consonance russe. Une église orthodoxe russe de Paris a fait l'objet de vandalisme amalgamant, à l'instar d'établissements de restauration qui ont dû changer de nom, tandis que cela était décidé aux États-Unis. Il a été envisagé de supprimer les mentions de personnalités littéraires russes même si cela faisait partie du passé culturel et que ces personnalités étaient pacifistes et démocrates, ou au nom d'une seule partie de leur pensée et de leur vie, comme pour Alexandre Soljenitsyne à Aizenay, en Vendée. En Italie, du fait du conflit russo-ukrainien, les études universitaires sur Dostoïevski ont été bloquées à Milan, où un professeur censuré résume l'hostilité indiscriminée aux Russes en tant que peuple en disant « En Italie, aujourd'hui, être un Russe est considéré comme une faute. Et apparemment, même être un Russe décédé. », et la statue de l'écrivain à Florence a été menacée de déboulonnage. En Suisse, certaines personnes faisant preuve de modération voire de militantisme pacifiste ou même intériorisant une culpabilité en réaction à la guerre menée par leur pays en Ukraine sont tout de même discriminées du fait de leurs origines russes, et le harcèlement scolaire fait partie des banalisations de la russophobie ordinaire. En Italie encore, une femme a été privée d'eau à cause de son passeport russe à l'aéroport de Rome.
Cette réalité n'empêche pas l'utilisation du concept de russophobie occidentale par les dirigeants russes d'être une autre confusion abusive, alimentée aussi par les récupérations de la Deuxième Guerre Mondiale et les tensions mémorielles entre la Russie et d'autres pays situés pour leur part en Europe centrale et orientale, en particulier la Pologne et la libération du camp de concentration d'Auschwitz par l'Armée rouge en 1945, à la commémoration de laquelle la Russie n'est plus conviée depuis 2022. Aussi, les questions telles que la participation des athlètes russes - et biélorusses - aux Jeux olympiques et paralympiques, la non-représentation nationale de la Russie aux événements culturels en Occident sont des sujets de débat complexes.
Lors des commémorations du Débarquement en Normandie le 6 juin 2024, à l'inverse des autres années, la mémoire du Front de l'Est par une représentation nationale russe, normalement associée à ces cérémonies militaires et civiles, en est exclue du fait du conflit russo-ukrainien, mais avec Volodymyr Zelensky l'Ukraine est invitée à s'y joindre. Il avait d'abord été prévu d'exclure simplement Vladimir Poutine. Tout cela fait débat en Occident  tout en alimentant la rhétorique de la russophobie occidentale, ainsi que l'anti-occidentalisme avec l'opposition à la mémoire du Débarquement et de la guerre en Europe de l'Ouest, chez les dirigeants russes. Pour certains dissidents russes, une représentation nationale alternative aurait été la meilleure solution.

### Europe centrale et de l'Est
Dans les Pays baltes (Estonie, Lettonie, Lituanie), en Pologne, en Hongrie et en Roumanie, il y a eu des démolitions, stockages en entrepôt ou dégradations (tags) d'anciens monuments soviétiques, perçus dans ces pays comme les marques d'une puissance étrangère occupante. Le mouvement nationaliste russe des Nachi a répliqué par des attaques sur Internet. Mais la principale cause de russophobie dans l'ancien « bloc de l'Est » et dans les républiques anciennement soviétiques est la géopolitique de la Russie et sa volonté de s'affirmer comme superpuissance en contrôlant son voisinage, comme en témoignent la guerre d'Ossétie de 1991-92, la guerre du Dniestr de 1992, la guerre d'Abkhazie de 1998, la crise russo-géorgienne de 2006, la guerre d'Ossétie de 2008, la crise de Crimée, le séparatisme russe d'Ukraine et la guerre du Donbass depuis 2014, et plus encore l'invasion de l'Ukraine par la Russie en 2022,. La Finlande, attaquée par l'URSS en 1939 et qui n'a conservé son indépendance et sa démocratie pluraliste, qu'au prix de territoires cédés à la Russie, est elle aussi touchée par des sentiments négatifs envers la Russie, allant jusqu'à envisager en 2022 d'abandonner sa neutralité. La Russie, de son côté, n'hésite pas à accuser ses adversaires d'être des « États nazis ».
Les principales victimes de cette russophobie du voisinage de la Russie sont les minorités russes locales, qui doivent vivre dans la suspicion et sont soumises à des discriminations informelles, mais quotidiennes, ayant de ce fait d'autant plus la tendance excessive inverse à se replier sur elles-mêmes et à idéaliser la « mère-patrie » russe et ses gouvernants. Jakub Boratyński, directeur d'un think tank polonais spécialisé dans la cyberdéfense affirme que des sentiments négatifs envers la Russie sont très répandues en Pologne à cause du rôle de l'Empire russe et de l'URSS dans l'histoire du pays (partages de la Pologne, domination russe en Pologne, invasion soviétique de la Pologne et satellisation de la Pologne par l'URSS…) et que de nombreux Polonais sont inquiets de la politique étrangère russe et craignent que la Russie cherche à « recréer un empire sous une forme différente ».
Des ethnonymes péjoratifs et argotiques désignent en Europe centrale et orientale les Russes, comme « katsap » et « moskal ».
En Ukraine, la langue et les écrivains russes font l'objet d'une chasse historique souvent anachronique et indiscriminée par réaction à l'invasion actuelle, visant notamment de grands écrivains souvent pacifistes et démocrates, donc censurés par le pouvoir russe de leur époque, dont Pouchkine, Tolstoï et Dostoïevski.
La discrimination linguistique est aussi vécue au quotidien par les minorités russophones en général dans l'Europe anciennement soviétique, notamment au niveau éducatif.